# Cleeve
Cleeve is een civil parish in het bestuurlijke gebied North Somerset, in het Engelse graafschap Somerset met 902 inwoners.

## Galerij

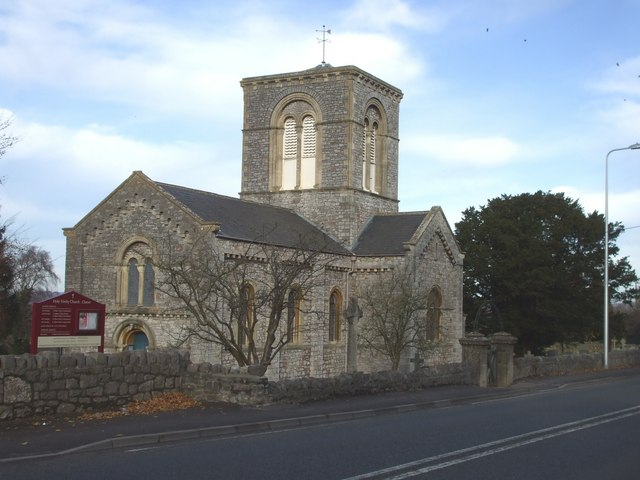
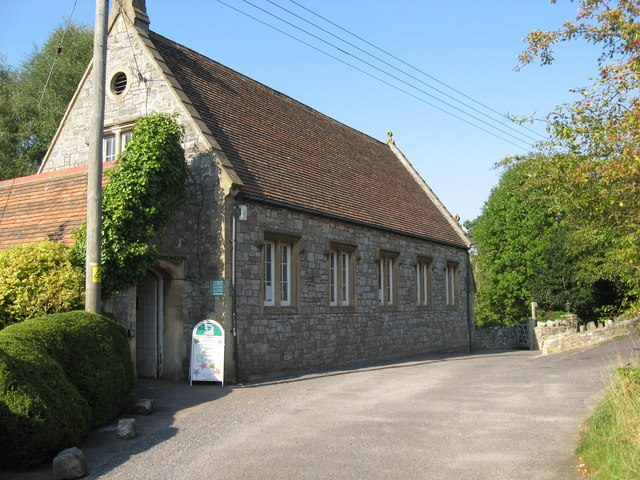